# 아시리아 지원군
아시리아 지원군(영어: Assyrian volunteers)은 제1차 세계 대전 및 전간기에 활동하던 아시리아인으로 구성된 부대이다. 아가 페트로스가 부대를 이끌었으며, 시문 19세 벤야민이 부대의 정신적 지주가 되어주었다. 아시리아 지원군은 제1차 세계 대전 당시 영국, 러시아 제국 등 연합국과 동맹을 맺고 페르시아 전역과 메소포타미아 전역에 활동했다. 전간기에는 오스만 제국과 그 계승국 튀르키예에 맞서 싸웠으며, 팔라비 왕조와 연합해 쿠르드족의 반란을 진압한 적도 있다.

## 배경 및 설립

### 아시리아인
제1차 세계 대전 이전 하카리 지역에 살던 아시리아인들은 완전한 반(半)자치를 누리고 있었으며, 오스만 제국의 밀레트 체계 덕분에 아시리아 각 부족은 전시에는 전쟁 지도자 역할을 하는 "말리크"의 지배를 받았다. 아시리아인들은 오스만 제국의 변경지역인 동부 산악지대에 살고 있었으며, 이런 지리적 특성 덕분에 아시리아인은 오스만 제국의 중앙 통치에서 벗어나 있었다. 아시리아인들 사이에서는 점차 아르메니아 민족운동과 같은 민족 정체성이 형성되기 시작했지만, 아르메니아인들과는 다르게 아시리아인들은 오스만 제국 중앙정계에 영향력을 미칠 정도는 아니었고 오스만 제국 주변의 적국에 살고 있지도 않았다.
제1차 세계 대전 이전 아시리아인 인구 수는 정확하게 집계할 수 없지만 간트는 1차 세계 대전 이전 아시리아인 인구수를 약 500,000명에서 600,000명으로 집계하고 있다. 오스만 제국 내에서 유일하게 아시리아인 인구 밀도가 높았던 곳은 디야베키르주의 미드야트였다. 모르 가브리엘 수도원과 모르 하나뇨 수도원을 중심으로 마르딘에서는 아시리아 동방교회 문화가 꽃을 피웠다.  이외에도 우르파, 하르푸트, 아디아만에도 아시리아인이 다수 거주했으며, 마르딘 지역과는 다르게 이 지역 사람들은 아람어 계통이 아닌 언어를 썼다.

### 내외부적 요인
아시리아 지역 내에서는 부족 간의 무장 충돌도 발생했다. 러시아-튀르크 전쟁 (1877년-1878년) 당시 오스만 제국군은 러시아 제국과 맞서 싸우기 위해 쿠르드족에게 신식 무기를 지급했는데, 전쟁이 끝난 후 쿠르드족은 오스만 정부에 무기를 반납하지 않았고 구식 무기에 의존하고 있던 아시리아인과 쿠르드인 사이에 무장 충돌이 발생했다. 쿠르드족은 1880년대 오스만 제국 정부에 충성하는 하미디예를 창설했으며 이 부대는 민법과 군법을 적용받지 않았기 때문에 하미디예의 행동은 처벌을 받지 않았다. 쿠르드족 샤이크 내에서 정치적 이슬람이 성장함에 따라 비이슬람교도였던 아시리아인들과의 반목이 더욱 심해졌다. 이러한 충돌이 악화되어 1895년 디야베키르 학살이 발생하였고 이 학살에서 많은 아시리아인들이 사망했다. 많은 아시리아인들은 청년 튀르크당 혁명 이후 새로 설립된 정부가 반기독교 이슬람 정책을 중단하기를 희망했으나 청년 튀르크당 정부가 들어선 이후 사태는 더욱 악화되었다.  1908년 쿠르드족 바르와리 에미르는 리잔계곡에서 12,000명의 아시리아인을 추방했다. 결국 오스만 정부가 쿠르드족의 아시리아인 공격을 방치하자 동방교회 주교였던 시문 19세 벤야민은 러시아 제국에 도움을 요청했다.
오스만 제국이 아시리아인에 대한 강압적인 정책을 방조하거나 동조한 것은 오스만 제국 외부의 요인도 작용했다. 1912년 제1차 발칸 전쟁에서 오스만 제국이 패배한 이후 발칸반도 일대에서 수많은 무슬림 피난민이 발생하자 통일진보위원회 정부는 이들 피난민을 아나톨리아 동부에 이주시키고 그 지역에 원래 거주하고 있던 주민들을 내쫓기로 결정했다. 기독교 주민들의 축출과 무슬림 주민들의 재정착은 직접적인 연관이 있었다. 이러한 재정착의 목표는 발칸반도의 무슬림들을 튀르크화하고 기독교 주민들을 내쫓아 내부의 위협을 근절하는 것에 있었고 이러한 정책의 목표는 1890년대부터 이어진 오스만 제국 내 학살의 동기가 되기도 했다. 제1차 세계 대전이 발발하기 직전 러시아 제국은 오스만 제국 내 아시리아인, 아르메니아인, 그리고 쿠르드족을 징집해 오스만 제국에 맞서 싸우게 할 계획을 가지고 있었다. 한편 1914년 7월 제1차 세계 대전이 발발해 오스만 제국 내 징집령이 떨어지자 수많은 아시리아인들은 징집을 거부하고 1914년 8월 이웃 국가인 카자르 제국으로 도주했다.

## 같이 보기
- 아시리아 레비
- 아르메니아 의용대